# Бара (жанр)
Бара (яп. 薔薇, «роза») или «гэйкоми» (ゲイコミ, от англ. gay comics) — жанр манги, повествующей о гомосексуальных отношениях мужчин, создаваемый художниками-мужчинами и ориентированной на читателей-мужчин. Название «бара» происходит от наименования первого японского ежемесячного гей-журнала «Барадзоку» (薔薇族 — «племя роз» или «народ роз»), издаваемого с 1971 года. В начале 2000-х, как интернет-мем прославилась бара-манга Kuso Miso Technique.
В отличие от манги в жанре «сёнэн-ай» («любовь юношей»), ориентированной на женскую аудиторию и рассказывающей по большей части о романтических отношениях, бара-манга уделяет больше внимания сексуальным отношениям. В самой Японии бара-манга чаще называется «ML» (メンズラブ мэндзу рабу, псевдоангл. Men's Love — «любовь мужчин»).
Персонажи бара-манги часто изображаются мускулистыми, брутальными и волосатыми. Наиболее известны в жанре бара художники-мангаки: Гай Мидзуки, Гэнгоро Тагамэ, Сэйдзо Эбисубаси, Дзирайя, Цукаса Мацудзаки, Такэси Мацу, Масанори, Мэнтайко, Симпэй Наката.